# أولي سفيندسن
أولي سفيندسن (مواليد 27 أبريل 1952) هو ملاكم دنماركي، مثّل بلاده في الألعاب الأولمبية الصيفية 1980.

## روابط خارجية
أولي سفيندسن على موقع أوليمبيديا (الإنجليزية)